# Ciałka gwiaździste

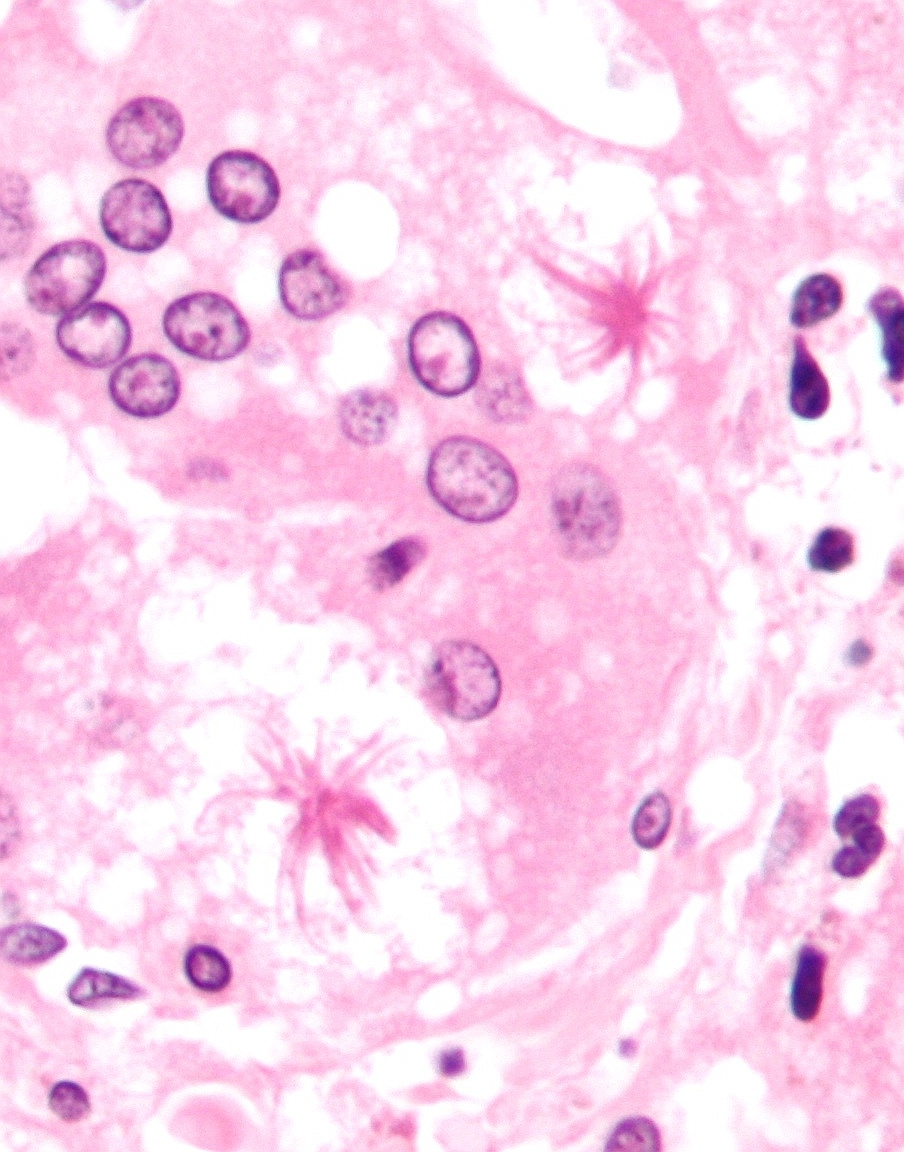
Ciałka gwiaździste w płucach przy sarkoidozie

Ciałka gwiaździste (ang. asteroid body) – promieniste wypustki wokół ogniska zakażenia bakteryjnego, grzybiczego lub pasożytniczego. Są to eozynofilne kompleksy przeciwciało-antygen odkładane in vivo. Często powstają np. podczas infekcji spowodowanej przez drożdżopodobną formę Sporothrix schenckii oraz przy sarkoidozie i berylozie.
Istnieją kontrowersje co do składu i roli ciałek gwiaździstych. Dawniej uważano, że są one powiązane z centriolami, organellami komórkowymi biorącymi udział w podziale komórek u eukariontów. Uważano również, że ciałka gwiaździste są elementami cytoszkieletu i składają się głównie z wimentyny, nowsze badania wykazują jednak, że składają się z lipidów tworzących dwuwarstwowe błony.